# Percival Proctor Baxter
Percival Proctor Baxter, född 22 november 1876 i Portland, Maine, död där 12 juni 1969, var en amerikansk republikansk politiker. Han var Maines guvernör 1921–1925.
Baxter utexaminerades 1898 från Bowdoin College och avlade 1901 juristexamen vid Harvard Law School. Efter juristutbildningen arbetade han aldrig som jurist utan var verksam inom affärslivet i olika familjeföretag. Senare ärvde han en stor summa pengar efter fadern James Phinney Baxter.
Guvernör Frederic Hale Parkhurst avled 1921 i ämbetet och efterträddes av Baxter. År 1925 efterträddes Baxter i sin tur av Owen Brewster. Baxter deltog i republikanernas konvent inför 1920, 1924 och 1928 års presidentval. Han var emot Ku Klux Klan som han kallade "an insult and affront to American citizens" ("en förolämpning och en skymf mot amerikanska medborgare").